# Marie Antoinette is niet dood
Marie Antoinette is niet dood (Engels: Marie Antoinette is not dead) is een Nederlandse film uit 1996 van Irma Achten. Op het International Film Festival Rotterdam 1996 werd de film genomineerd voor een VPRO Tiger Awards. In de film spelen Vlaamse acteurs de Oostenrijkers, de Nederlandse acteurs de Fransen. In 1998 werd de film op televisie uitgezonden.

## Verhaal
Marie Antoinette, dochter van keizerin Maria Theresia van Oostenrijk, wordt door haar vader betrapt op ontuchtige handelingen met haar hond. Hij straft dit onmiddellijk af door de hond ter plekke te doden. Zij schiet op haar beurt haar vader dood.
Evenmin laat ze zich dwingen door haar grote liefde Frederique von Rapenburg die eist dat zij haar excuses aanbiedt voor haar brutale gedrag tegen zijn moeder. Haar wraak is zoet: ze laat het hele Rapenburg landgoed afbranden. Eenmaal getrouwd met de Franse koning Louis de zestiende en moeder van een zoon, wordt ze beschuldigd van incestueuze handelingen met haar kind. Ook dat laat Marie Antoinette niet over haar kant gaan. Ze schiet haar echtgenoot dood. Voordat ze van moord verdacht wordt speelt ze met overgave de rol van levenslustige en gepassioneerde weduwe die zich niets aantrekt van welke conventie of moraal dan ook. Het Franse volk denkt er het zijne van. Wanneer ze zich nietsvermoedend blootstelt aan een interview voor de televisie, brengt ook de verslaggever haar seksleven ter sprake. Ten slotte vlucht ze met Frederique von Rapenburg, die ondanks alles van haar is blijven houden, en even leidt ze met hem een rustig, teruggetrokken bestaan. Maar Frederique's zus Vivienne is altijd jaloers geweest op zijn liefde voor Marie Antoinette. Met een voor de koningin bedoelde kogel schiet ze haar broer dood. Niet lang daarna wordt Marie Antoinette gearresteerd voor de moord op de koning en tot de guillotine veroordeeld. Met nog drie andere Marie Antoinettes neemt zij de verdediging in eigen hand. Hun betoog begint met: 'Le histoire, c'est moi' en vervolgt met een ode aan de liefde. Na afloop verlaten zij met opgeheven hoofd de rechtszaal.

## Rolverdeling
| Acteur                         | Personage                |
| ------------------------------ | ------------------------ |
| Antje De Boeck                 | Marie Antoinette         |
| Lucas Van den Eynde            | Frederique von Rapenburg |
| Flip Filz                      | Lodewijk XVI             |
| Karlijn Sileghem               | Vivienne von Rapenburg   |
| Michel Van Dousselaere         | Keizer                   |
| Gilda De Bal                   | keizerin                 |
| Carl van der Plas              | secretaris Lodewijk      |
| Chris Lomme                    | mevrouw von Rapenburg    |
| Dirk Van Dijck                 | dokter                   |
| Coen van Vrijberghe de Coningh | journalist               |
| Wivineke van Groningen         | visvrouw                 |
| Do van Stek                    | visvrouw                 |
| Karen van Holst Pellekaan      | visvrouw                 |
| Sander Armee                   | jonge Frederique         |
| Rense Westra                   | dierenarts               |
| Tristan Kuijpers               | Jean Marie               |
| Corina van Eijk                | hofdame                  |
| Ruth van Ekse                  | paleiswacht              |
| Debby de Jong                  | receptioniste            |